# Labor Days
Labor Days è il terzo album in studio del rapper statunitense Aesop Rock, pubblicato nel 2001.

## Tracce
1. Labor – 2:32
2. Daylight – 4:26
3. Save Yourself – 4:59
4. Flashflood – 3:54
5. No Regrets – 4:31
6. One Brick (featuring Illogic) – 4:32
7. The Tugboat Complex Pt. 3 – 3:46
8. Coma – 3:56
9. Battery – 5:07
10. Boombox – 5:05
11. Bent Life (featuring C-Rayz Walz) – 4:49
12. The Yes and the Y'all – 4:04
13. 9-5er's Anthem – 4:38
14. Shovel – 4:45